# ISO 3166-2:LT
Kódy ISO 3166-2 pro Litvu identifikují 10 krajů, 7 měst, 9 obcí a 44 okresů (stav v roce 2015). První část (LT) je mezinárodní kód pro Litvu, druhá část sestává z dvou písmen či dvou číslic identifikujících region.

## Seznam kódů
| Kód   | Název                  | Druh subjektu |
| ----- | ---------------------- | ------------- |
| LT-AL | Alytaus Apskritis      | kraj          |
| LT-KL | Klaipėdos Apskritis    | kraj          |
| LT-KU | Kauno Apskritis        | kraj          |
| LT-MR | Marijampolės Apskritis | kraj          |
| LT-PN | Panevėžio Apskritis    | kraj          |
| LT-SA | Šiaulių Apskritis      | kraj          |
| LT-TA | Tauragės Apskritis     | kraj          |
| LT-TE | Telšių Apskritis       | kraj          |
| LT-UT | Utenos Apskritis       | kraj          |
| LT-VL | Vilniaus Apskritis     | kraj          |
| LT-02 | Alytus                 | město         |
| LT-15 | Kaunas                 | město         |
| LT-20 | Klaipėda               | město         |
| LT-31 | Palanga                | město         |
| LT-32 | Panevėžys              | město         |
| LT-43 | Šiauliai               | město         |
| LT-57 | Vilnius                | město         |
| LT-05 | Birštonas              | obec          |
| LT-07 | Druskininkai           | obec          |
| LT-08 | Elektrénai             | obec          |
| LT-14 | Kalvarija              | obec          |
| LT-17 | Kazlų Rūda             | obec          |
| LT-28 | Neringa                | obec          |
| LT-29 | Pagėgiai               | obec          |
| LT-39 | Rietavas               | obec          |
| LT-59 | Visaginas              | obec          |
| LT-01 | Akmenė                 | okres         |
| LT-03 | Alytus                 | okres         |
| LT-04 | Anykščiai              | okres         |
| LT-06 | Biržai                 | okres         |
| LT-09 | Ignalina               | okres         |
| LT-10 | Jonava                 | okres         |
| LT-11 | Joniškis               | okres         |
| LT-12 | Jurbarkas              | okres         |
| LT-13 | Kaišiadorys            | okres         |
| LT-16 | Kaunas                 | okres         |
| LT-18 | Kėdainiai              | okres         |
| LT-19 | Kelmė                  | okres         |
| LT-21 | Klaipėda               | okres         |
| LT-22 | Kretinga               | okres         |
| LT-23 | Kupiškis               | okres         |
| LT-24 | Lazdijai               | okres         |
| LT-25 | Marijampolė            | okres         |
| LT-26 | Mažeikiai              | okres         |
| LT-27 | Molėtai                | okres         |
| LT-30 | Pakruojis              | okres         |
| LT-33 | Panevėžys              | okres         |
| LT-34 | Pasvalys               | okres         |
| LT-35 | Plungė                 | okres         |
| LT-36 | Prienai                | okres         |
| LT-37 | Radviliškis            | okres         |
| LT-38 | Raseiniai              | okres         |
| LT-40 | Rokiškis               | okres         |
| LT-41 | Šakiai                 | okres         |
| LT-42 | Šalčininkai            | okres         |
| LT-44 | Šiauliai               | okres         |
| LT-45 | Šilalė                 | okres         |
| LT-46 | Šilutė                 | okres         |
| LT-47 | Širvintos              | okres         |
| LT-48 | Skuodas                | okres         |
| LT-49 | Švenčionys             | okres         |
| LT-50 | Tauragė                | okres         |
| LT-51 | Telšiai                | okres         |
| LT-52 | Trakai                 | okres         |
| LT-53 | Ukmergė                | okres         |
| LT-54 | Utena                  | okres         |
| LT-55 | Varėna                 | okres         |
| LT-56 | Vilkaviškis            | okres         |
| LT-58 | Vilnius                | okres         |
| LT-60 | Zarasai                | okres         |